# Elwendia seravschanica
Elwendia seravschanica är en växtart i släktet Elwendia och familjen flockblommiga växter.
Arten är endemisk i Tadzjikistan. Den beskrevs först av Jevgenij Korovin och fick sitt nu gällande namn av Michail Pimenov och Jevgenij Kljujkov.